# Ramones (음반)
| 전문가 평가                   | 전문가 평가 |
| 평가 점수                     | 평가 점수   |
| 출처                          | 점수        |
| ----------------------------- | ----------- |
| AllMusic                      | [ 1 ]       |
| The Austin Chronicle          | [ 2 ]       |
| Christgau's Record Guide      | A           |
| The Guardian                  | [ 4 ]       |
| Mojo                          | [ 5 ]       |
| NME                           | 10/10       |
| Q                             | [ 7 ]       |
| The Rolling Stone Album Guide | [ 8 ]       |
| Spin Alternative Record Guide | 10/10       |
| Uncut                         | [ 10 ]      |

《Ramones》는 1976년 4월 23일, 사이어 레코드가 발매한 미국의 펑크 록 밴드 라몬즈의 데뷔 스튜디오 음반이다. 《히트 패러더》의 편집자인 리사 로빈슨은 뉴욕에서 열린 공연에서 밴드를 본 후, 기사에 그들에 대한 글을 쓰고 대니 필즈에게 연락하여 그가 그들의 매니저가 되어야 한다고 주장했다. 필즈는 크레이그 레온이 《Ramones》를 만들도록 동의하고 설득했고, 밴드는 장래의 음반사들을 위한 데모를 녹음했다. 레온은 시모어 스타인 사장에게 밴드 연주를 듣도록 설득했고, 이후 밴드에 녹음 계약을 제안했다. 라몬즈는 1976년 1월에 음반을 녹음하기 시작했으며, 음반을 녹음하는 데 7일, 6,400달러가 필요했다. 그들은 비틀즈와 유사한 사운드출력 기법을 사용했고 레옹의 고급 제작 방법을 사용했다.
《펑크》 매거진의 로베르타 베일리가 촬영한 이 음반 커버에는 뉴욕의 벽돌 벽에 기대어 있는 네 명의 멤버들의 모습이 담겨 있다. 이 음반 회사는 앞면 사진에 125달러만을 지불했는데, 그 이후 이 사진은 역대 가장 모방한 음반 커버 중 하나가 되었다. 뒷면 커버에는 음반의 라이너 노트와 함께 이글 벨트 버클이 그려져 있다. 발매 후, 《Ramones》는 2개의 싱글로 승격되었고, 차트 작성에 실패했다. 라몬즈는 음반 판매를 돕기 위해 순회 공연도 시작했다. 이 투어 날짜는 대부분 미국에 기반을 두고 있었지만, 두 번은 영국에 예약되었다.
폭력, 마약 사용, 관계 문제, 유머, 그리고 나치즘이 이 음반의 가사에서 두드러졌다. 이 음반은 밴드의 가장 유명한 곡 중 하나인 〈Blitzkrieg Bop〉으로 시작한다. 이 음반의 수록곡 대부분은 업템포 곡으로, 많은 곡들이 분당 160비트를 훨씬 웃돌고 있다. 이 곡들은 또한 다소 짧다. 2분 30초 동안 〈I Don't Wanna Go Down to the Deliver〉는 이 음반의 가장 긴 트랙이다. 라몬즈는 크리스 몬테스의 노래 〈Let's Dance〉의 커버를 포함하고 있다.
라몬즈는 상업적으로 성공하지 못하여 미국 빌보드 200에서 111위를 기록하였으나 비평가들로부터 극찬을 받았다. 후에 많은 이들이 이 음반이 매우 영향력 있는 음반이라고 여겼고, 이후 《스핀》 매거진의 "가장 중요한 펑크 레코드 50" 리스트에서 1위를 차지하는 등 많은 상을 받았다. 라몬즈는 미국과 영국에서 영향력 있는 펑크 음반으로 꼽히며 그런지, 헤비 메탈 등 다른 장르의 록 음악에도 큰 영향을 미쳤다. 이 음반은 《롤링 스톤》이 2012년 선정한 역사상 가장 위대한 음반 500장 중 33위에 올랐으며, 2014년 미국 음반 산업 협회에서 골드 인증을 받았다.

## 커버 아트
처음에, 라몬즈는 《Meet the Beatles!》(1964년)와 비슷한 음반 커버를 원했고, 그 후에 대니 필즈가 그 스타일로 사진을 찍었지만, 사이어는 결과에 불만을 품었다. 이 미술의 방향은 토니 와들러가 맡았으며, 만화가 존 홀름스트롬에 따르면, "Meet The Beatles" 커버 아이디어가 "끔찍하게" 나왔다. 나중에 와들러는 이 커버를 위해 《펑크》 매거진의 사진작가 로베르타 베일리의 사진을 골랐다. 음반 앞면의 흑백사진은 오리지널 펑크라는 이슈에 있었다.

## 곡 목록
| #  | 제목                                      | 작사·작곡             | 재생 시간 |
| -- | ----------------------------------------- | --------------------- | --------- |
| 1. | 〈Blitzkrieg Bop〉                        | 토미 라몬, 디 디 라몬 | 2:12      |
| 2. | 〈Beat on the Brat〉                      | 조이 라몬             | 2:30      |
| 3. | 〈Judy Is a Punk〉                        | 조이 라몬             | 1:30      |
| 4. | 〈I Wanna Be Your Boyfriend〉             | 토미 라몬             | 2:24      |
| 5. | 〈Chain Saw〉                             | 조이 라몬             | 1:55      |
| 6. | 〈Now I Wanna Sniff Some Glue〉           | 디 디 라몬            | 1:34      |
| 7. | 〈I Don't Wanna Go Down to the Basement〉 | 디 디 라몬, 조니 라몬 | 2:35      |

| #   | 제목                                    | 작사·작곡             | 재생 시간 |
| --- | --------------------------------------- | --------------------- | --------- |
| 8.  | 〈Loudmouth〉                           | 디 디 라몬, 조니 라몬 | 2:14      |
| 9.  | 〈Havana Affair〉                       | 디 디 라몬, 조니 라몬 | 2:00      |
| 10. | 〈Listen to My Heart〉                  | 디 디 라몬            | 1:56      |
| 11. | 〈53rd & 3rd〉                          | 디 디 라몬            | 2:19      |
| 12. | 〈Let's Dance (크리스 몬테스 커버)〉    | 짐 리                 | 1:51      |
| 13. | 〈I Don't Wanna Walk Around With You〉  | 디 디 라몬            | 1:43      |
| 14. | 〈Today Your Love, Tomorrow the World〉 | 디 디 라몬            | 2:09      |

## 인증
| 국가                       | 인증 | 판매량/출하량 |
| -------------------------- | ---- | ------------- |
| 영국 (BPI)                 | 실버 | 60,000^       |
| 미국 (RIAA)                | 골드 | 500,000^      |
| ^출하량을 기반으로 한 인증 |      |               |